# Cimetière militaire allemand de Saint-Étienne-à-Arnes
Le Cimetière militaire allemand de Saint-Étienne-à-Arnes est un cimetière militaire de la Première Guerre mondiale situé sur le territoire de la commune de Saint-Étienne-à-Arnes dans le département des Ardennes.

## Historique
Pendant la Grande Guerre, les Ardennes furent occupées par les troupes allemandes. Saint-Étienne-à-Arnes se trouvait du côté allemand. Un cimetière militaire fut créé dès 1915, quand l’armée française tenta une percée du front à la Ferme de Navarin dans la Marne. Ce n'était alors qu’un cimetière provisoire. Il ne fut réellement aménagé qu’après le conflit.
Le Traité de Versailles, signé le 28 juin 1919, plaça les cimetières allemands sous la tutelle de l’administration française. Ce ne fut qu’en 1926 que leur entretien passa à la charge de l’Allemagne. Le Volksbund Deutsche Kriegsgräberfürsorge, association créée en 1919, est désormais chargée par l’État allemand de l'entretien les sépultures de guerre et des cimetières militaires.

## Caractéristiques
Le cimetière militaire fut créé en 1915. Il abrite les corps de 12 541 soldats allemands, dont 7 541 en tombes individuelles matérialisées par des croix noires en fonte, et 5 000 en ossuaires. 
Une croix monumentale et un monument ont été érigés sur le côté du cimetière. Le monument est l’œuvre de sculpteurs qui appartenaient à la 18e division d’infanterie allemande.